# نهاية الملكية العراقية
| حركة تموز 1958 |
| - الضباط الوطنيين - نهاية الملكية العراقية - عبد الكريم قاسم - عبد السلام عارف - محمد نجيب الربيعي - رفعت الحاج سري - ناظم الطبقجلي - العوامل غير المباشرة للحركة - خطة حركة 14 تموز 1958 - إعلان الجمهورية العراقية - حركة 8 شباط 1963 - فيصل الثاني - نوري السعيد - عبد الإله |
| |
| تحرير |

انتهت الملكية في العراق بعد قيام حركة 14 يوليو 1958 على يد قيادة تنظيم الضباط الوطنيين.

## مصرع العائلة الملكية

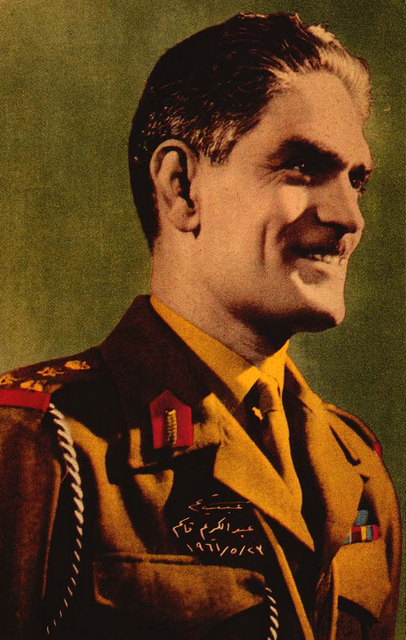
عبد الكريم قاسم

عند شروع تنظيم الضباط الوطنيين بالقيام بحركة 14 يوليو 1958 كانت قيادة التنظيم بما عرف باللجنة العليا للضباط الوطنيين قد أعدت الخطط اللازمة للتنفيذ، إلا أنها ومن خلال النقاشات التفصيلية كانت ترفض إعدام أو قتل الملك أو تصفية العائلة المالكة، وكانت تفضل عملاً هادئا كما حصل عند قيام حركة الضباط الأحرار في مصر وترحيل الملك فاروق بشكل تدريجي للمنفى في إيطاليا، لهذا حسب مصادر تاريخية كثيرة لم يكن التنظيم متفقاً على إعدام أو تصفية الملك والأسرة الحاكمة، إنما كانت هناك عدة آراء حول طريقة التعامل مع الملك بعد الإبقاء على حياته. فالبعض من ضباط التنظيم كان يرى الإبقاء على حياته وإظهاره على شاشة التلفاز ليعلن تأييده للثورة، كما حدث مع الملك غازي أثناء انقلاب بكر صدقي عام 1936م.

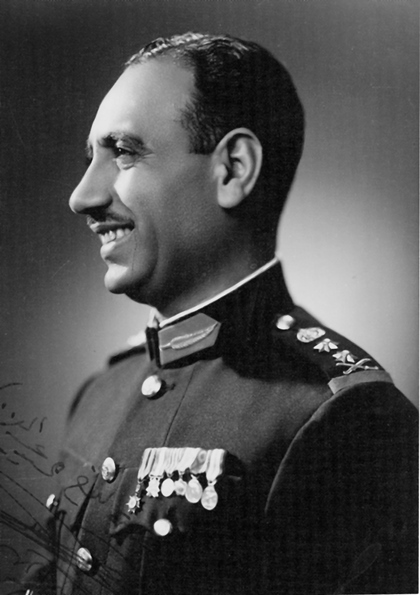
عبد السلام عارف

والبعض الآخر رأى التعامل معه بالطريقة التي تعامل معها العسكريون الثوار في مصر مع الملك فاروق. ولكن مهما يكون الأمر فإن ظروف العراق السياسية غير ظروف مصر فالحكم الملكي في العراق كان قد ارتبط قبل أشهر بوحدة هاشمية مع الأردن وأن الملك فيصل الثاني أصبح هو الملك الرسمي على عرش الدولتين والسماح للملك يعني إطلاق يده لمحاربة الثورة من جوار العراق وربما بمؤازرة بريطانية. ولكن كلما اقترب موعد تنفيذ الانقلاب ظهرت أفكار متطرفة لدى البعض من أعضاء اللجنة تدعو إلى تصفية طاقم الحكم الملكي برمته وكان هذا الرأي يصطدم برأي معارض ينادي بالإبقاء على حياة الملك وعائلته وإجباره على التنازل عن الحكم، والقضاء على خاله عبد الإله ونوري السعيد ومن يقف ضد الحركة من خلال محكمة خاصة.
وتشير محاضر تنظيم الضباط الوطنيين والمقابلات الصحفية اللاحقة لبعضهم أنه في صباح يوم 11 يوليو/ تموز 1958، وقبل ثلاثة أيام من تنفيذ الحركة عقد اجتماع هام لأبرز قادة اللجنة العليا للتنظيم ضم كل من العميد عبد الكريم قاسم والعقيد عبد السلام عارف والعقـيد عبد اللطيف الدراجي، والسيد رشيد مطلك، أحد المقربين من عبد الكريم قاسم وتباحثوا في مصير الثلاثة الكبار والرموز المهمة من أركان النظام الملكي، الملك فيصل الثاني وعبد الإله ونوري السعيد، وكانت تسيطر على بحث هذا الموضوع مخاوف أن يفلت الثلاثة الكبار وبعض رموز النظام الملكي ويتمكنوا من استعادة السلطة كما حدث فيما بعد ثورة رشيد عالي الكيلاني عام 1941م، وتقرر في هذا الاجتماع اعتقال الأمير عبد الإله بن علي ونوري السعيد وإحالتهما للمحاكم أو تصفيتهما في حالة قيامهما بأي عمل معادي للحركة.
أما مصير الملك فقد ظل معلقاً حيث اقترحت كتلة عبد السلام عارف في التنظيم المكونة منه ومن العقيد عبد اللطيف الدراجي وأخيه العميد عبد الرحمن عارف، استشارة بعض السياسيين الوطنيين من المدنيين ومنهم زعماء الأحزاب قبل اتخاذ أي قرار بشأن مصير الملك حيث تم استشارة السيد كامل الجادرجي الذي كان يتزعم الحزب الوطني الديمقراطي والذي كانت لدية وجهة نظر تؤمن بالحقوق المدنية تميل إلى الاحتكام إلى القوانين بعيدا عن القتل العشوائي حيث أبدى رأيه بالموضوع بأن تكون الحركة بعيدة عن مشاهد القتل ودون إراقة الدماء لأي من الثلاثة الكبار وأركان حكمهم. ويبدو أن كتلة عبد الكريم قاسم في التنظيم المكونة منه ومن صديقه المقرب رشيد مطلك اتفقوا على ضرورة قتل الملك، حيث كان عبد الكريم قاسم من المتحمسين لقتل الثلاثة الكبار: الملك فيصل الثاني وعبد الإله بن علي ونوري السعيد.
أما اللغز المحير بقرار قتل الملك وأفراد أسرته فبقي لحد هذا اليوم لا يعرف مصدره. وهنالك الكثير من التكهنات التي يتناقلها العامة والتي تبقى على شكل إشاعات غير موثقة والتي يعتمدها بعض الكتاب السياسيين المؤيدين لهذا الطرف أو ذاك حول قرار قتل الملك وأسرته. إلا أنه من المعروف بأن هنالك بعض التوجهات تنادي بعدم قتل الملك وبتسفيره للخارج أو محاكمته بصورة عادلة. إلا أن نذر رياح التغيير العاتية قاربت الهبوب لتعصف بالجميع بعاصفة ترابية من عواصف شهر تموز اللاهب التي لا تبقي ولا تذر.
إلا أن الشيء المؤكد بأن قرارا رسميا من اللجنة العليا للضباط الوطنيين لم يتخذ بتصفية الملك وأسرته وذلك لاختلاف وجهات النظر بصدده. فكتلة عبد الكريم قاسم كانت من طرف خفي مع تصفية الملك. أما كتلة عبد السلام عارف ممتنعة عن ابداء الرأي بانتظار وجهة نظر الزعماء السياسيين رغم ميله الشخصي لعدم قتل الملك لدوافع شخصية ربما مردها محبته وإعجابه بالملك غازي والد الملك فيصل الثاني.
فهل قرار تصفية الملك مع أفراد أسرته تم بقرار منفرد من قبل عبد الكريم قاسم الذي عرفه بمناوراته وممارساته في قتل معارضيه بعد توليه الحكم، من خلال إعطاء الأوامر للضباط المنفذين للسيطرة على القصر الملكي. أم أن عملية التصفية تمت بقرار انفعالي انفرادي من قبل المجموعة المكلفة بالسيطرة على القصر. أم أن سوء تفاهم حدث جراء إطلاق نار عفوي من قبل الحرس الملكي ورد عليها المهاجمون في الوقت الذي كان فيه الملك وعائلته قد تم إخراجهم إلى الحديقة تمهيدا لنقلهم واعتقالهم ليكونوا تحت تصرف الحكومة الجديدة.
ولكن من المؤكد ومن خلال شهادات المطلعين المباشرين على الأحداث في حينها من المحايدين والتي تشير بأنه وبعد سيطرة عبد السلام عارف على بغداد وإذاعته لبيان الحركة الأول، تنبهت الثكنة العسكرية المتاخمة للقصر الرحاب للحدث وخرج بعض الضباط والجنود من غير المشاركين بالحركة، من المعروفين بانتمائاتهم اليسارية الشيوعية من ذوي النزعة الستالينية التي كانت سائدة وقتذاك والمعروفة بسفك الدماء، وهم في أيديولوجيتهم تاريخ حافل من إعدام الحكام فور حدوث الثورات البلشفية. وكانوا متوجهين ولا يلوون على شيء سوى تنفيذ تطلعاتهم المقدسة بقتل الملك وعائلته، تنفيذا لمقولة الثورة الحمراء. وهذا ما تم بعد تداخلهم مع الفصيل المكلف بالسيطرة على القصر بغية نقل الملك وأفراد أسرته، أثناء فوضى عملية اقتحام القصر. وما استفزهم هو منظر المصحف الذي رفعته الملكة وهي تطلب عدم قتل الملك، وهم المعروفين ببعدهم عن التدين قد يصل إلى حد استهزائهم بالمشاعر الدينية وكما أثبتت الوقائع لاحقا بعد سيطرة المليشيات الشيوعية على الشارع بتحالفها مع عبد الكريم قاسم.
أما ما يصوره البعض ولأسباب سياسية بأن مجزرة مبيتة قد ارتكبت لإشباع رغبة القتل لدى القوة المهاجمة للقصر تدحضها معايير التحري الجنائي التي تشير بأنه في حالة وجود الدافع وراء جريمة القتل العمد مع سبق الإصرار والترصد، فإن ما تسرده القصص السياسية المفتعلة بأن القوة المهاجمة دخلت القصر بعد مهاجمته دون أدنى مقاومة مع وجود الحامية من الحرس الملكي، وواجهت الملك وأسرته في إحدى الغرف الخلفية وأخبرتهم بضرورة الخروج للحديقة المطوقة من رجال الحرس الملكي من جهة والمهاجمين من جهة ثانية، ثم تم تنظيم طوق بما يسمى عسكريا مربع ناقص ضلع ثم تعطى الأوامر بشكل دراماتيكي لفتح النار على الجميع حتى أن طفلا لجأ إلى إحدى الزوايا البعيدة لحديقة القصر تم قتله بدم بارد، مع ذلك تشير هذه القصص الدراماتيكية بأن الأميرة هيام قد نجت من الحادث وهي تزحف من بين أقدام المهاجمين وتحت أعينهم! مما أدى إلى فتح النار من قبل الحرس الملكي وقتل بعض عناصر القوة المهاجمة.
فلو كان ذلك صحيحا من وجهة نظر التحريات الجنائية، فكان الأجدر بالمهاجمين طالما لديهم نية قتل مع سبق الإصرار والترصد أن يجهزوا على الملك وأفراد أسرته عند مداهمتهم داخل القصر دون أن تتعرض القوة المهاجمة لإطلاق النار وتفقد من أفرادها بعض الضحايا.
من المؤسف أن الكثير من الشواهد التاريخية تم تشويهها عمدا ولأسباب سياسية أو طائفية أو دينية دون تقديم وثائق أو أدلة وبراهين على صحة هذه الإدعاءات ودون إعطاء الاهتمام لوجهة نظر الباحث التاريخي المحايد.

## الساعات الأخيرة للملك فيصل الثاني

قصر الرحاب التي حدثت فيها معركة القصر

### قبل يوم من الثورة
في يوم الأحد المصادف الثالث عشر من تموز 1958 كان الملك فيصل الثاني موجوداً في القصر الملكي مجتمعاً مع عائلته وبعض الزوار وقد أحيوا حفلا عائليا صغيرا بمناسبة عيد ميلاد الملك، تخللته فقرات ترفيهية من أحد السحرة البهلوانيين الذي استقدمه الأمير عبد الإله وكان مدعوا للحفل عدد من المقربين بضمنهم قائد الفرقة الثالثة الفريق غازي الداغستاني والتي انطلقت منها الحركة دون علمه. وبعد الحفل كان الملك يتداول موضوع زواجه المرتقب وهّم بعض أفراد الأسرة بوضع الترتيبات الخاصة بسفر الملك إلى تركيا ثم إلى بريطانيا، حيث من المقرر أن يلتقي خطيبته وفي لندن. كان الملك الشاب الذي يبلغ من العمر 23 سنة ً يعاني من الربو، هادئ في طبعه، مثقف، خجول إلى حد ما، وكانت له نزعة وطنية مبنية على حبه للعراق، كان يقتدي بسيرة والده الملك غازي المعروف بمناصبته العداء لبريطانيا والذي قُتل هو الآخر في حادث اصطدام سيارة غامض عام 1939. وكان يؤثر عليه وعلى قراراته بشكل خطير خاله عبد الإله ولي العهد والوصي السابق على العرش. وكان من المقرر أن يلتقي الملك فيصل الثاني بخطيبته الأميرة فاضلة في لندن حيث تقرر زواجهما خلال شهرين، وكان مقررا أن يرافقه في سفره رئيس وزرائه نوري السعيد وبعض الوزراء بضمنهم غازي الداغستاني قائد الفرقة الثالثة الذي قام أحد الألوية التابعة له بالقيام بالحركة. ومن العائلة كان سيرافقه بعض أميرات الأسرة وأزواجهن. كان الملك طوال الأمسية منتشياً بسبب خططه على المستوى العائلي بالزواج وعن القصر الذي يشرف على تشييده في كرادة مريم، والذي صادرته الدولة بعد إعلان الجمهورية، فجرى توسيعه وإكماله وافتتاحه عام 1965 ليكون القصر الجمهوري مقرا رسميا ومكتبا لرئيس الجمهورية، وحتى عام 2003 عندما احتلته القوات الاميركية، وحوّلته إلى مقر للسفارة الأمريكية.
كان الملك قد خطط الانتقال للقصر الجديد ليكون مقره وسكنه بعد زواجه وهي خطوة منه لفصل نفسه وقراراته وسياسته عن الوصي السابق عبد الإله، ليبدأ بسياسة جديدة نابعة من فهمه ومبادئه. ومن المفارقات كانت زوجة خاله الأميرة هيام تبدي ملاحظاتها المتكررة للملك بأن يذكر عبارة «إن شاء الله»، حيث علق مازحا، «نعم نعم.. إن شاء الله.. إن شاء الله، ولكن لماذا هذا الإلحاح وكأننا سنموت غدا؟»

### علم الملك بالحركة قبل يوم
وقبل ظهر ذلك اليوم استقبل الملك بعض زائريه في مكتبه وتناول طعام الغداء مع أغلب أفراد أسرته، ودخل جناحه الخاص للإشراف على إعداد حقائب السفر. ورغم الأجواء المرحة للمناسبة السعيدة والذي ساد اجتماع أفراد الأسرة وهم يتناولون الشاي فإن شيئاّ من القلق والتوجس كان يسيطر على مشاعر بعض الأميرات وبخاصة الأميرتان عابدية وبديعة. وقبل الغروب بحوالي الساعة وصلت سيارة شاهدها أفراد العائلة وهم جالسون في شرفات القصر، توقفت وترجّل منها ضابط يحمل رسالة سلمها للملك، تطلع إليها الملك مليا وقد اكتسى وجهه بالوجوم طالباً الاتصال بطيار الملك الخاص المقدم جسام لجلب الطائرة المروحية في باحة القصر. وناولها إلى الأمير عبد الإله الذي لم يقدر على إخفاء ارتباكه حال الإطلاع عليها، موجّها الملك بأنه لا داعي للطائرة للهرب وأنه سيتصرف لمعاقبة القطعات المتمردة لأنه عرف من أين انطلقت ويشتبه ببعض عناصرها، ثم استأذن الحاضرين وخرج من القصر.
كانت الرسالة من مدير الأمن العام تتضمن معلومات مقتضبة تفيد بوجود تحركات مريبة من قبل الجيش، دون إيراد تفاصيل، وكان خروج عبد الإله من القصر لكي يستدعي مدير الأمن العام ليبحث معه مصادر المعلومات وماهية هذه التحركات. لكن الوقت كان مثل السيف، ولم يتح فرصة كافية لاحتواء الموقف، وحينما عاد عبد الإله إلى القصر تاركا التحقيق في الأمر إلى اليوم التالي، كان تحرك اللواء العشرين بقيادة عبد السلام عارف على طريق جلولاء- بغداد قد بدأ. وأصبح حكم القدر قاب قوسين عن قصر الرحاب. وكان الملك الشاب يحاول إخفاء هواجسه التي تنطوي عليها تساؤلات الأميرات عن سبب غياب الوصي ومحتوى الرسالة. وبعد العشاء عانق الملك خالاته وقريباته من الأميرات عناقا كان يبدو وكأنه الوداع الأخير أو العشاء الملكي الأخير. ثم توجه الملك إلى جناح نومه أملا بالنهوض مبكرا استعدادا ليوم عمل شاق يتخلله التحضير للسفر. وما إن حان منتصف الليل حتى أطفئت أنوار قصر الرحاب. بانتظار صباح جديد.

### يوم 14 تموز

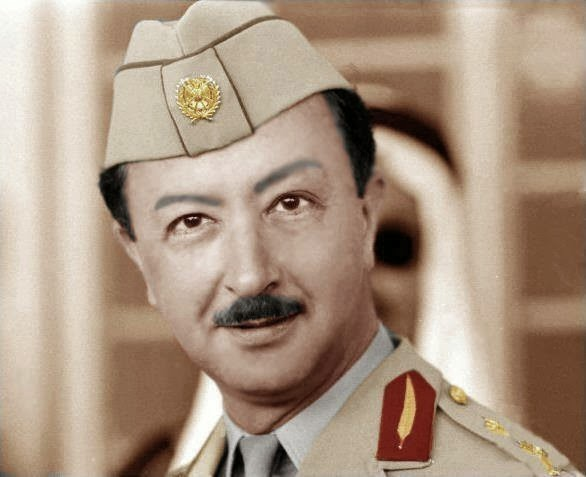
عبد الإله بن علي الهاشمي الوصي على عرش العراق

وفي حدود الساعة الخامسة من يوم الإثنين صباح 14 يوليو/ تموز من ذلك العام استيقظ الجميع على أصوات طلقات نارية. هبَّ الجميع فزعين: الملك والوصي والأميرات والخدم. وخرج أفراد الحرس الملكي إلى حدائق القصر يستقصون مصدر النيران. وازداد رشق الرصاص والإطلاق نحو جهة القصر. ولم يهتدِ الحرس إلى مصدر النيران في البداية. وخرج الملك فيصل من جناحه وقد ارتدى ملابسه، وخاطب الحراس من أعلى الشرفة مستفسرا عما حصل. ومن شرفة قريبة طلب عبد الإله من حراس آخرين بأن يذهبوا إلى خارج القصر ليروا ماذا حصل. وعاد الحراس ليخبروا الملك الواقف على الشرفة مع أفراد الأسرة بأنهم شاهدوا عددا من الجنود يطوّقون القصر. وبعد استفسار الملك عن الموضوع أخبره آمر الحرس الملكي بأن أوامر صدرت لهم بتطويق القصر والمرابطة أمامه.
وسرعان ما انهال الرصاص ورشقات الرصاص على القصر. وتراجع الجميع إلى الداخل ليتبادلوا الرأي حول ما حدث. وقال عبد الإله أنه يعتقد أن هذه حركة مسلحة لقلب نظام الحكم. قام الملك وعبد الإله بعدد من الاتصالات مع بعض الآمرين طالبين منهم استجلاء الموقف والتحرك السريع وجاءت التطمينات بأن القطعات الموالية ستجري اللازم للتصدي للمهاجمين مما طمأن الملك وعائلته بالبقاء في القصر وعدم التحصن والاختباء في أماكن أكثر أمنا، إلا أنه في حقيقة الأمر كانت القطعات الموالية للملك تشتبك بصعوبة مع القوات الحركة المهاجمة في مواقع مختلفة من العاصمة لأن قوات عبد السلام عارف أمّنت عنصر المباغتة وسيطرت على أهم المواقع الاستراتيجية في العاصمة قبل تحرك القوات الموالية للملك.
دخل آمر الحرس الملكي مستأذنا مقابلة الملك، ليخبره بأن الجيش قام بحركة عسكرية. وقد أخبر آمر الحرس الملك بأن قوات الحرس المرابطة حوله مشتبكة مع المهاجمين. وقد استفسر الأمير عبد الإله من آمر الحرس الملكي عن هوية المهاجمين فذكر له أسماء بعضهم ممن وردت أسمائهم من قبل المهاجمين، وسارع الملك عبد الإله لفتح المذياع لسماع البيان الأول للحركة وصوت عبد السلام عارف كالرعد يشق مسامعهم ومع مرور الوقت سريعاً بدأت تتوالى بيانات الثورة وترد أسماء الضباط المساهمين بالحركة.
وفي المرة الثانية أخبر آمر الحرس الملكي الملك بأن قطعات الجيش المتمردة سيطرت على النقاط الرئيسية في بغداد وأعلنوا الجمهورية وأنهم يطلبون من العائلة الملكية تسليم نفسها. وقد حققت سيطرة عبد السلام عارف على أهم المواقع الاستراتيجية في العاصمة قبل تحرك القوات الموالية للملك وإذاعة عبد السلام عارف شخصيا للبيان الأول أسهم بإعطاء الانطباع بأن كل شيء قد انتهى، وأن الخطوة الأخيرة للنظام هي الاستسلام.
وبعد أن أصبح القتال حول القصر الملكي أكثر ضراوةً وتوالي إعلان بيانات الحركة الرنانة ذات الشعارات الثورية والتي كانت تعقبها مارشات عسكرية وأناشيد وطنية وأهازيج عراقية تلتها أنشودة "الله أكبر" و«أخي جاوز الظالمون المدى» للموسيقار محمد عبد الوهاب وبعض الأناشيد الأخرى المؤثرة كأنشودة «والله زمان يا سلاحي» لأم كلثوم والذي أصبح لاحقا السلام الجمهوري للعراق ومصر وسوريا لمدة عشرين سنة.
وتذكر بعض المصادر الضعيفة بأن الأمير عبد الإله حاول الاتصال تلفونيا بعبد السلام عارف للتفاوض إلا أنه أخفق بالتعرف على مكان وجوده.
وقد فوجئ الملك وعبد الإله براديو بغداد وهو يذيع اسم العميد ناجي طالب مرافق الملك السابق من بين أسماء الحكومة الجديدة.

### مقتل الملك فيصل والعائلة الملكية

الملك فيصل الثاني لقي مصرعه في معركة القصر

وعلى وقع تسارع الأحداث وحصار الملك وأسرته، توصلت العائلة الملكية بعد مداولة مرتبكة بأنه لا مانع لديهم من الرحيل من البلد إذا كانت رغبة قادة الحركة ذلك.
اشتد الرمي على القصر، وشعرت العائلة الملكية بحصار ينذر بالموت. فيما كان العقيد الركن عبد السلام عارف يذيع البيانات المتتالية للحركة ويدعو الناس لمؤازرة النظام الجمهوري الجديد بصد هجوم القطعات الموالية للنظام الملكي والهجوم على ما تبقّى من معاقله.
وعند الساعة الثامنة صباحا أعلن الملك استسلامه وطلب منه الخروج مع من معه، ودخل بعض الضباط المهاجمين إلى القصر لاستقبال الملك وعائلته، وخرج مع الملك كل من الأمير عبد الإله وأمه الملكة نفيسة جدة الملك والأميرة هيام زوجة عبد الإله، ثم الأميرة عابدية أخته، والوصيفة رازقية وطباخ تركي وأحد المرافقين واثنان من عناصر الحرس الملكي.
خرج الجميع يتقدمهم المقدم محمد الشيخ لطيف، والعقيد طه والنقيب مصطفى عبد الله الذي كان متوترا وبعض الضباط الآخرين. وبعد تجمع الأسرة في باحة صغيرة في الحديقة فتح النار النقيب عبد الستار العبوسي الذي كان في هستيريا والمعروف عن هذا الضابط أنه كان مريض نفسياً منذ كان في الكلية العسكرية بدون أي أوامر من الضباط الأرفع رتبة والذي كان بمعيتهم، وهو في خلف الجمع ومن ثم تلاه بقية الضباط ظناً منهم أنه كمين لهم فأصبحت العائلة المالكة في وسط النيران ولم يكن قتل العائلة المالكة من قبل بقية الضباط ومنهم عبد الستار لم يكن متعمداً وإنما دفاعاَ عن النفس وقد أصاب الملك في مقتل برصاصتين في رأسه ورقبته وأصيب الأمير عبد الإله في ظهره ثم لفي حتفه هو الآخر وتوفيت على الفور الملكة نفيسة والأميرة عابدية وجرحت الأميرة هيام في فخذها. وتذكر بعض المصادر بأن حادث إطلاق النار جاء بطريق الخطأ من قبل الحرس الملكي الذي رد عليه المهاجمون وكانت العائلة الملكة في منتصف خط الرمي. وتذكر مصادر أخرى بأن حالة الحماس والارتباك حملت بعض الضباط من صغار الرتب من غير المنضبطين ومن ذوي الانتماءات الماركسية بالشروع بإطلاق النار.
وتوفي أحد عناصر الحرس الملكي بعدة طلقات نارية صرعته فوراً، وجرحت الوصيفة رازقية، وقتل الطباخ التركي، وقتل أحد أفراد المرافقين في المكان ذاته. وأصيب وقُتل عدد من ضباط ومراتب الحرس الملكي.
ومن القوة المهاجمة أصيب النقيب مصطفى عبد الله بطلقة نارية بصدره، والنقيب حميد السراج، وقد أصابته طلقة نارية في كعب قدمه، وسقط ضابط صف برتبة رئيس عرفاء قتيلاً من المهاجمين، أما الأميرة هيام فقد تم إخلائهما إلى المستشفى الملكي لمعالجتها ومعها الوصيفة رازقية حيث شفيتا من جراحهما.
وتم نقل الجثامين إلى دائرة الطب العدلي في المستشفى المدني في الباب المعظم حيث ووريت جثث النساء في المقبرة المجاورة. وأحيل باقي الجرحى إلى مستشفى الرشيد العسكري عدا جثة الأمير عبد الإله التي تم سحلها ثم تعليقها على باب وزارة الدفاع في نفس المكان الذي أصدر أوامره بإعدام الضباط الأربعة الوزراء في ثورة رشيد عالي باشا الكيلاني عام 1941.
وفي مستشفى الرشيد العسكري حيث نقلت جثة الملك إلى إحدى غرف العمليات، للتحقق من وفاة الملك. وفي مساء اليوم نفسه حفرت حفرة قريبة من المستشفى في معسكر الرشيد، وأنزلت فيها الجثة وأهيل عليها التراب، ووضعت بعض العلامات الفارقة معها لتدل على مكانها فيما بعد، ثم تم نقل الجثة بشكل خفي ودفنها في المقبرة الملكية في الأعظمية في مكان خفي يقال تحت إحدى الممرات خوفا من الغوغاء والعابثين من نبش القبر.

## مصرع نوري السعيد
بعد سماع نوري باشا السعيد للتفاقم المتلاحق للأحداث بعد إعلان الجمهورية والتي لم تمنحه الوقت الكافي لا للمقاومة ولا للهرب، إلا أنه حاول الاختباء ولمدة يومين كاملين تمهيدا للهرب ومقاومة النظام الجديد كما فعل عند قيام حركة رشيد عالي الكيلاني عام 1941. عرف نوري السعيد بمقدم قوة عسكرية من المهجمين بغرض إلقاء القبض عليه، وتنكّر بزي امرأة ليتمكن من العبور من بين المهاجمين والحشود الملتفة حولهم، استقل سيارة انطلق بها إلى منطقة الكاظمية لاجئا لبيت صديقه الحاج محمود الاستربادي التاجر الكبير وعميد عائلة الاستربادي المعروفة، كما فعلها سابقا بعد ثورة 1941 حيث لجأ نوري السعيد إلى بيت الحاج محمود الاستربادي خلال حركة رشيد عالي الكيلاني التي ساعدته على الانتقال خارج بغداد إلى محافظة العمارة وانتقل من هناك إلى خارج العراق مع الوصي عبد الإله ليتدبروا إسقاط حكومة الثورة يومذاك.
وبعد جلاء الموقف أمام القادة الجدد أدركوا مخاوفهم بأن هرب نوري السعيد المعروف بدهائه وحنكته سيسبب لهم مصاعب جمة وربما بأسلوبه وإطلاعه على خبايا الأمور سيقنع الإنجليز بالإطاحة بالحكم الجمهوري الجديد. في مساء 14 يوليو/ تموز أعلن القائد المنفذ للحركة عبد السلام عارف مكافئة مالية للقبض على السعيد، وبعد يوم من ذلك قام من جانبه عبد الكريم قاسم زعيم الحركة ورئيس وزرائها بتكرار إعلان ذلك، وتوالت إعلانات هرب نوري السعيد بشكل هستيري من خلال بيانات أذاعتها وزارة الداخلية من دار الإذاعة العراقية مما وجه اهتمام الشارع نحو البحث عن السعيد بشكل تراجيدي محموم، وأسقطت من يد السعيد كل محاولات الاختباء والهرب وبدأت تضيق الدائرة حول تحركاته، كان هدفه أن لا يبقى مختبئا بل الفرار إلى خارج العراق ليتدبر أمر مقاومة النظام الجديد. ففي يوم 16 يوليو/ تموز انطلق على وجه السرعة تاركا خلفه بيت الاسترابادي في محاولة منه للتقدم بخطوة للأمام نحو خارج العراق متوجها نحو بيت الشيخ محمد العريبي عضو مجلس النواب وأحد المقربين في منطقة البتاويين وسط بغداد التي كانت تأن الفوضى التي تعج بها جراء سقوط النظام الملكي وانهيار الدولة، حيث امتزجت فيها مشاعر الفرح بنجاح الحركة وإعلان الجمهورية بالحزن جراء أعمال العنف والقتل العشوائي من قبل الدهماء والغوغائيين والأحزاب الشيوعية التي أخذت تمارس القتل المنظم بسحل معارضيها في الشوارع. توجه السعيد على عجل إلى البتاويين تعرف إليه أحد الشبان في منطقة الكاظمية وهو يروم الركوب في السيارة بعد أن انكشفت ملابسه التنكرية، أبلغ الشاب السلطات بتزويدها برقم السيارة المنطلقة. وبعد اجتياز عدد من الحواجز والطرقات الفرعية بصعوبة جمة، وصل إلى بيت البصام وتصحبه الحاجة زوجة الحاج محمود الاستربادي للدلالة، وبعد ترجله من السيارة تعرفت المفارز الأمنية على السيارة فتمت ملاحقته وما لبث أن تطورت المواجهة إلى اشتباك بالأسلحة الخفيفة بين نوري السعيد وعناصر القوة الأمنية حيث أصابت رصاصة طائشة أثناء تبادل إطلاق النار، السيدة الاسترابادي وأردتها قتيلة، في حين حوصر السعيد ولم يتمكن من دخول البيت أو الهرب عبر الأزقة المجاورة، وهنا اختلفت الروايات حول مصرع الباشا فإحدى الروايات تذكر بأنه أصيب بعدد من الإطلاقات من قبل أحد عناصر القوة المهاجمة والتي أدت إلى وفاته، وتذكر رواية أخرى وردت في مذكرات الدكتور صالح البصام أحد أصدقاء نوري السعيد الشخصيين، بأنه عندما وجد نفسه محاصرا وأن مصيره سيكون مشابه لمصير الأمير عبد الإله فإنه أطلق على نفسه رصاصة الرحمة، كي لا يعطي فرصة لخصومه بالإمساك به وإهانته وتعذيبه.
وهنالك رواية أخرى ضعيفة أوردها وصفي طاهر المرفقة الياور لنوري سعيد والذي يعد من المقربين لعبد الكريم قاسم وذو الميول الماركسية بأنه وعندما وصل أسماع الحكومة بأنه تم العثور على نوري السعيد أرسلت وزارة الدفاع مفرزة عسكرية بإمرة العقيد وصفي طاهر للتحقق من ذلك، وعند وصول المفرزة أطلق النار عليه، وكأنه كان بانتظارهم طوال فترة وصول المعلومات للقيادة ومن ثم تجهيز المفرزة والذهاب إلى البتاويين البعيدة عن وزارة الدفاع ومن ثم الاستدلال على مكان الاشتباك، ويورد بعض الشهود من المتجمهرين بأنه وعندما وصل وصفي طاهر كان نوري السعيد قد مات منذ فترة وقام طاهر بإطلاق بعض الأعيرة النارية ابتهاجا بمصرع الباشا على مكان الحادث بضمنها جثة السعيد. وضعف هذه الرواية يكمن في أن وصفي طاهر كان الياور المرافق لنوري سعيد حتى قيام الجمهورية وبعد ترنح النظام الملكي وبوادر إنتهائه تقرب للضباط الوطنيين وخصوصا عبد الكريم قاسم الذي عرف قبل حركة 1958 بأنه كان يلف حوله مجموعة من العناصر الشيوعية من مدنيين وعسكريين. وبقي طوال حكم قاسم مقربا منه وعينه المدعي العام للمحكمة العسكرية الخاصة مع ابن خالته ذو الاتجاه الشيوعي المقدم فاضل المهدوي رئيس المحكمة، والذين أعدموا جميعاً في حركة 8 فبراير/ شباط 1963.

## مصير أركان الحكم الملكي والمحكمة الخاصة

المحكمة الخاصة

### تشكيل المحكمة وأهدافها
أصدر رئيس الوزراء عبد الكريم قاسم قرارا بتشكيل المحكمة العسكرية العليا الخاصة لمحاكمة النظام الملكي ورموزه والتي سميت لاحقا بمحكمة الشعب أو محكمة المهداوي نسبة لرئيسها المقدم فاضل عباس المهداوي ابن خالة قاسم، وكانت النخب المثقفة وقطاعات كبيرة من الشعب تنتظر محاكمة سياسية، أي المجيء برموز النظام الملكي والدخول معهم في جدل وحساب على جميع مواقف النظام الملكي الذي كان يمثل العراق يوما من الأيام ومن خلال إبراز الوثائق والأدلة الثبوتية والشهود، لكي يعي الشعب والرأي العام أو قل الضمير العام بحقائق الأمور وملابسات القرارات السياسية منذ تأسيس المملكة العراقية وحتى زوالها ولكي يعي الجميع وبضمنهم الحكام الجدد الأخطاء والخطايا التي لا يمكن أنن ينساها التاريخ.

### مستوى المحكمة وكفائتها
إلا أن المحكمة التي شكلت لم تكن بالمستوى الفكري والمهني المطلوب وبدلاً عن أن تكون محكمة تاريخية سياسية لتلك الحقبة، أصبحت وللأسف منبرا للتعسف واستخدام الأساليب القهرية في استجواب المتهمين وإهانتهم بالشتائم والسباب وأمام شاشات التلفزيون التي كانت تبث على الهواء مباشرة. وقد انحدرت المحكمة بشكل خطير من خلال أساليب الاستجواب التي خرقت من خلالها كل مواثيق حقوق الإنسان حيث كانت أساليب التعذيب المختلفة تجري على قدم وساق وجيء بعدد من المتهمين لقفص الاتهام وهم محمولون على النقالات الطبية من هول ما لا قوة من تعذيب وقمع، ووصل الأمر إلى حد اغتصاب بعض المتهمين من الرجال، وفي إحدى اللقاءات كان يوصي رئيس المحكمة مساعديه المترددين باستجواب المتهمين من آمريهم الأرفع رتبة احتراما لهم أو تقديرا لذكريات العشرة والصداقة، فكان يصرح رئيس المحكمة بأنه أوصى مساعديه بأن لا يأبهوا بهؤلاء «الخونة» وعليهم التخلص من عقدة الخوف منهم بسبهم ولعنهم لكي تسقط صورتهم القديمة من مخيلتهم!

المهداوي

بهذه العقلية كانت تدار المحاكمات التي أضحت حلبة للتهريج، والتي نددت بها جهات قضائية عديدة في العالم ولجان حقوق الإنسان علاوة على الصحافة العربية والعالمية. وربما كان السبب في إخفاق المحكمة العليا العسكرية الخاصة في الأداء بمهامها هو طاقم المحكمة من رئيسها إلى المستشارين إلى الادعاء العام إلى أساليب الاستجواب والاستدعاء. فالمقدم فاضل عباس المهداوي لم يكن في الأساس قاضيا ولا يحمل أي شهادة أكاديمية في القانون كما أن خبرته العسكرية قليلة كونه رائد كان قد رُقي قريبا إلى مقدم كما أن ملفه في إدارة الضباط تشير له بالكفاءة وحسن السلوك حيث يعتبر من الضباط الذين شاركوا في حرب عام 1948 ضد الكيان الصهيوني كما كانت له ميول وإعجاب ببعض الشخصيات الماركسية، إلا أنه لم تعرف له أي انتماءات سياسية أو حزبية إلا بعد نجاح الحركة حيث بدأ علنا يظهر من أعضاء الحزب الشيوعي. وعند صدور أمر إعدامه بعد حركة 8 فبراير / شباط 1963 طُلب منه أثناء تنفيذ الحكم بنطق الشهادة، فردد بدلا عن الشهادة «يعيش الحزب الشيوعي». وكذلك الحال مع بقية طاقم المحكمة التي سيطر عليها صغار الشيوعيين وأثروا على قراراتها ومصداقيتها، كالادعاء العام ماجد محمد أمين وغيرهم.

### محاكمة رجال العهد الملكي
عقدت المحكمة أولى جلساتها لمحاكمة الفريق الركن غازي الداغستاني قائد الفرقة الثالثة وأوكلت نقابة المحامين العراقيين مهمة الدفاع عنه إلى المحامي (رسمي العامل) إلا أن الأخير رفض الدفاع عنه وصدر عليه حكم الإعدام مع تسعة ضباط آخرين والذي خفف عنه الحكم لاحقا، ثم تمت محاكمة الدكتور فاضل الجمالي وزير الخارجية والذي أهين وعذب قبل محاكمته ونشرت الصحف يومذاك صوراً له وهو في حاله يرثى لها داخل زنزانته. ثم توالت المحاكمات للعسكريين والمدنيين المحسوبين على النظام الملكي، ثم جيء بموظفين إداريين لا ذنب لهم سوى أنهم كانوا يعملون موظفين في مؤسسات النظام الملكي وحكموا بأحكام مختلفة.
ثم ما لبث أن تبدلت مهمة هذه المحكمة من محاكمة رموز النظام الملكي إلى وسيلة لتصفية الخصوم السياسيين من ضباط الحركة أعضاء تنظيم الضباط الوطنيين«أو الأحرار».

### الانقلاب الخفي على تنظيم الضباط الأحرار وتفرد قاسم عام 1959
تم محاكمة الرجل الثاني في الدولة عبد السلام عارف بتهمة الشروع بقلب نظام الحكم عند مجيئه لبغداد على أثر مرض والده والذي توفي على أثره حيث دحض عارف هذه التهم مبرزا البرقية التي بعثها له أخيه عبد السميع حول ضرورة مجيئه الفوري بسبب مرض والده، ثم تمت محاكمة مجموعة العقيد الشواف الذي حاول التمرد على الحكومة في الموصل ولقي حتفه في المواجهات المسلحة وحوكم من معه بالإعدام والسجن حسب دورهم في التمرد. وقد زج معهم العديد من الخصوم السياسيين بغية التصفية السياسية أهمهم مجموعة العميد الركن ناظم الطبقجلي ثم المحاكمة المثيرة للجدل للشخصية الوطنية رئيس الوزراء الأسبق ورشيد عالي باشا الكيلاني. وقد هزت تصرفات المحكمة مصداقية النظام الجمهوري الجديد وشوهت صورته وكانت مؤشرا لمرحلة جديدة من الصراع بين التيارات السياسية المختلفة داخل النظام الجديد والتي انتصر في جولتها الأولى عبد الكريم قاسم ضد خصومه من أعضاء تنظيم الضباط الوطنيين وعلى رأسهم عبد السلام عارف وناظم الطبقجلي ومجموعة عبد الوهاب الشواف ثم رشيد عالي الكيلاني. وكانت المحكمة تمثل تيار عبد الكريم قاسم وهو يصفي خصومه من التيارات المعارضة من خلال جلساتها.